# Camponotus crassus
Camponotus crassus (лат.) — вид муравьёв рода Camponotus из подсемейства формицины (Formicidae).

## Распространение
Южная Америка: Аргентина, Бразилия, Парагвай, Тринидад и Тобаго.

## Описание
Муравьи среднего размера (около 1 см). Голова, грудка и брюшко рабочих в основном буровато-чёрного цвета; ноги и усики светлее. Тело покрыто многочисленными беловатыми волосками. Грудь в профиль равномерно выпуклая. Проподеум без эпинотальных шипиков или зубцов. Стебелёк между грудкой и брюшком состоит из одного членика (петиолюс), несущего вертикальную чешуйку.
Посещают внецветковые нектарники Tocoyena formosa в экосистемах серрадо на юго-востоке Бразилии.
Муравейники древесные, в том числе в различных бромелиях на больших деревьях Erythrina в Бразилии. C. crassus был обнаружен в 7 различных бромелиях, но был связан с ветками и полостями коры, а не с взвешенной почвой эпифитов или подстилкой растений. Фагундес с соавторами (2010) сообщали, что обнаружено гнездование в бамбуке.
Диплоидный хромосомный набор равен 2n = 20 (кариотип = 20M), гаплоидный набор n = 10 (Бразилия).

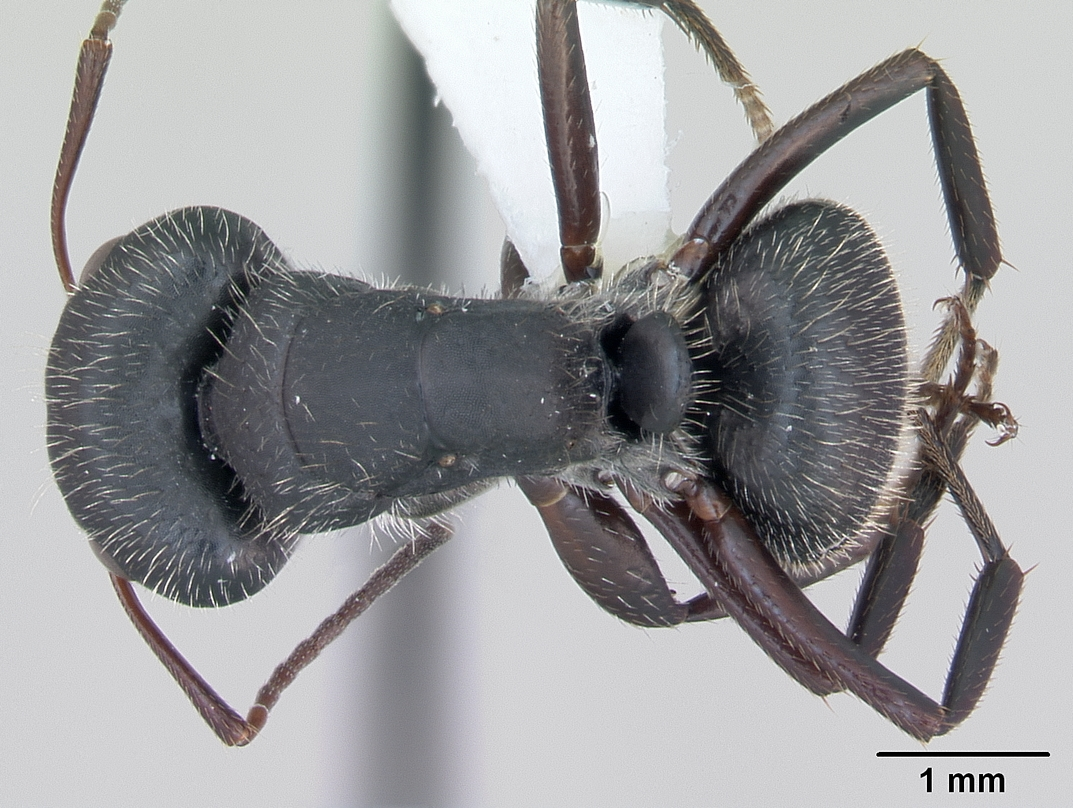
Вид сверху
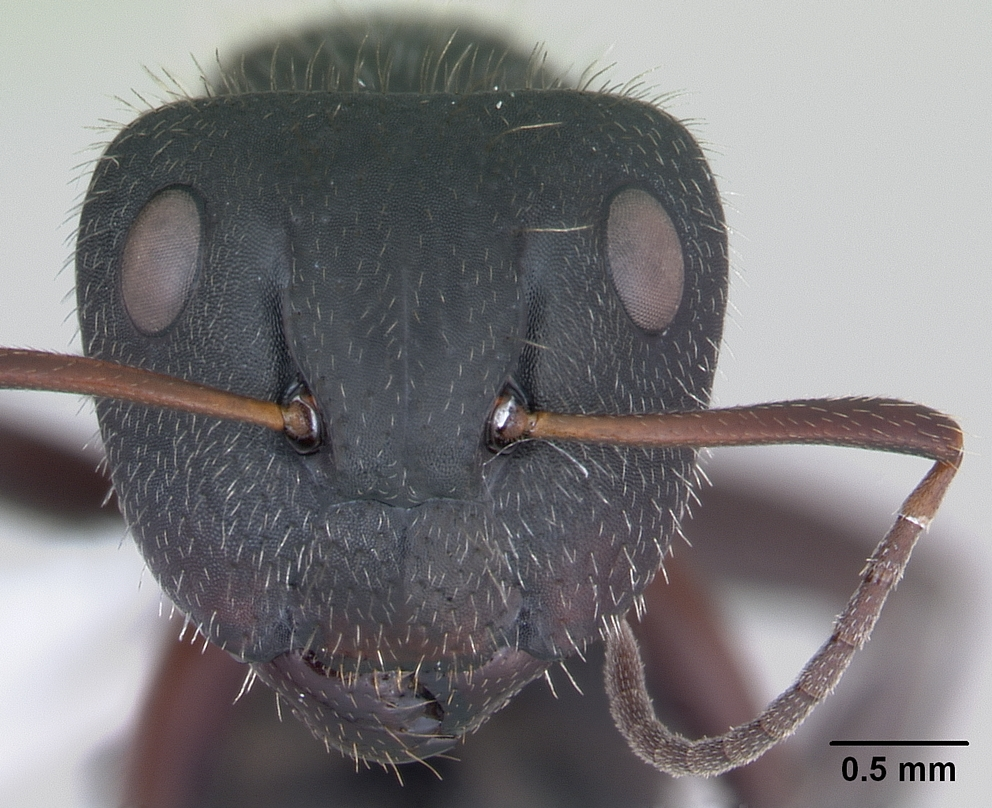
Голова
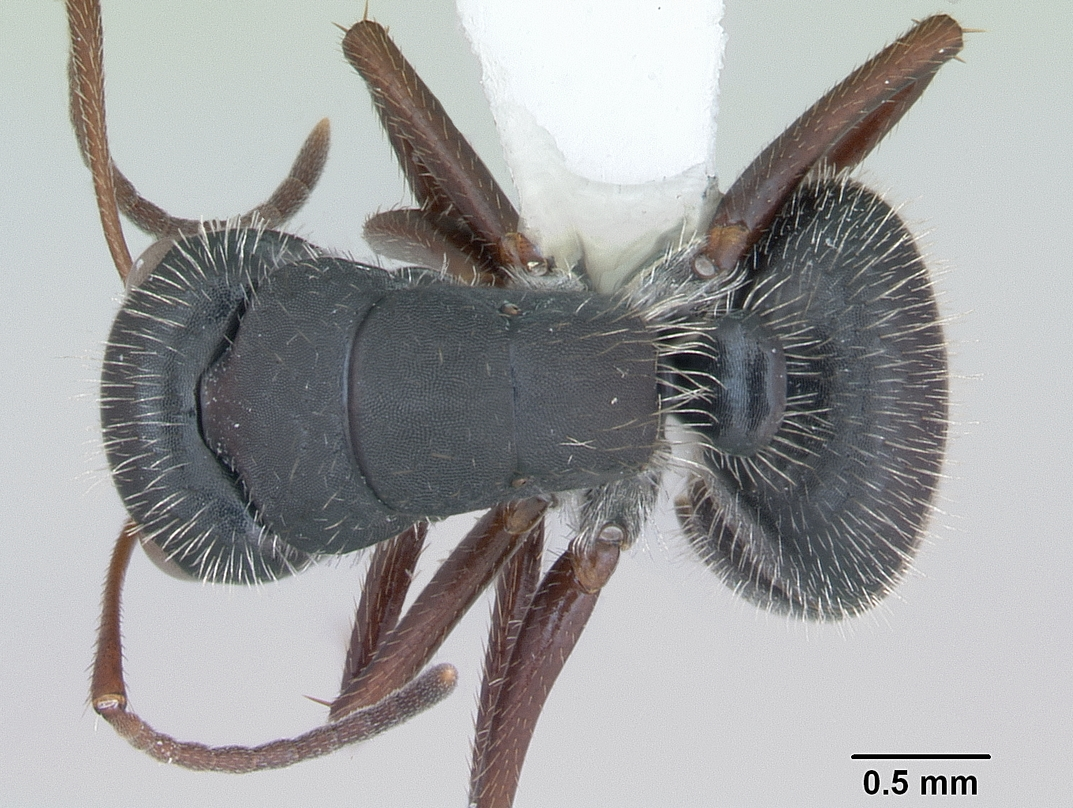
Вид сверху
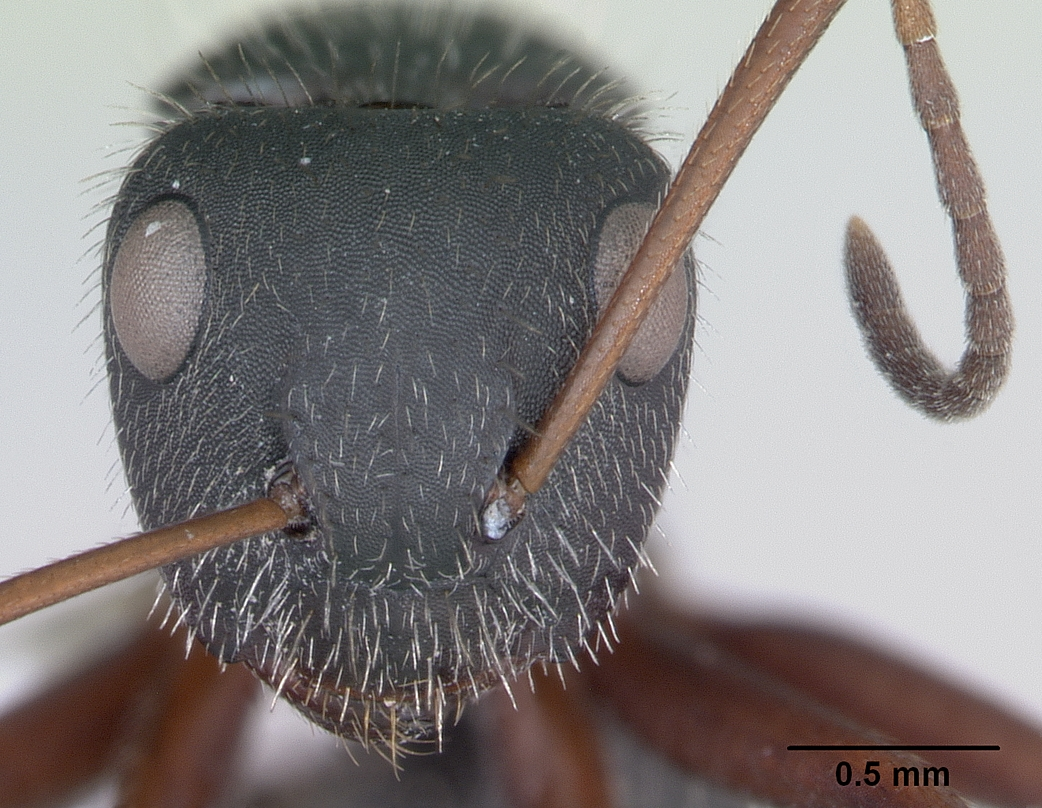
Голова

## Систематика
Вид был впервые описан в 1862 году австрийским мирмекологом Густавом Майром, а в 1914 году Огюст Форель включил его в состав подрода Myrmobrachys.